# Lijst van districten in Polen
Lijst van Poolse districten of powiats, een administratieve laag tussen een gemeente (gmina) en de provincie (woiwodschap) in Polen.

## Gebruikte afkortingen voor woiwodschappen
DŚ: Dolnośląskie (Neder-Silezië), KP: Kujawsko-Pomorskie (Koejavië-Pommeren), LB: Lubelskie, LS: Lubuskie,
ŁD: Łódzkie, MP: Małopolskie (Klein-Polen), MZ: Mazowieckie (Mazovië), OP: Opolskie,
PK: Podkarpackie (Subkarpaten), PL: Podlaskie (Podlachië), PM: Pomorskie (Pommeren), ŚL: Śląskie (Silezië),
ŚK: Świętokrzyskie, WM: Warmińsko-Mazurskie (Ermland-Mazurië), WP: Wielkopolskie (Groot-Polen), ZP: Zachodniopomorskie (West-Pommeren).

## Stedelijke districten
- Biała Podlaska
- Białystok
- Bielsko-Biała
- Bydgoszcz
- Bytom
- Chełm
- Chorzów
- Częstochowa
- Dąbrowa Górnicza
- Elbląg
- Gdańsk
- Gdynia
- Gliwice
- Gorzów Wielkopolski
- Grudziądz
- Jastrzębie Zdrój
- Jaworzno
- Jelenia Góra
- Kalisz
- Katowice
- Kielce
- Konin
- Koszalin
- Kraków
- Krosno
- Legnica
- Leszno
- Lublin
- Łomża
- Łódź
- Mysłowice
- Nowy Sącz
- Olsztyn
- Opole
- Ostrołęka
- Piekary Śląskie
- Piotrków Trybunalski
- Płock
- Poznań
- Przemyśl
- Radom
- Ruda Śląska
- Rybnik
- Rzeszów
- Siedlce
- Siemianowice Śląskie
- Skierniewice
- Słupsk
- Sopot
- Sosnowiec
- Suwałki
- Szczecin
- Świętochłowice
- Świnoujście
- Tarnobrzeg
- Tarnów
- Toruń
- Tychy
- Warszawa
- Włocławek
- Wrocław
- Zabrze
- Zamość
- Zielona Góra
- Żory

## Districten (alfabetisch)

### A
- aleksandrowski ⇒ Aleksandrów Kujawski (KPM)
- Augustówski ⇒ Augustów (PDL)

### B
- bartoszycki ⇒ Bartoszyce (WM)
- bełchatowski ⇒ Bełchatów (ŁD)
- będziński ⇒ Będzin (ŚL)
- bialski ⇒ Biała Podlaska (LB)
- białobrzeski ⇒ Białobrzegi (MZ)
- białogardzki ⇒ Białogard (ZP)
- białostocki ⇒ Białystok (PL)
- bielski ⇒ Bielsk Podlaski (PDL)
- bielski ⇒ Bielsko-Biała (ŚL)
- bieruńsko-lędziński ⇒ Bieruń (ŚL)
- bieszczadzki ⇒ Ustrzyki Dolne (PK)
- biłgorajski ⇒ Biłgoraj (LB)
- bocheński ⇒ Bochnia (MP)
- bolesławiecki ⇒ Bolesławiec (DŚ)
- braniewski ⇒ Braniewo (WM)
- brodnicki ⇒ Brodnica (KP)
- brzeski ⇒ Brzeg (OP)
- brzeski ⇒ Brzesko (MP)
- brzeziński ⇒ Brzeziny (ŁD)
- brzozowski ⇒ Brzozów (PK)
- buski ⇒ Busko Zdrój (ŚK)
- bydgoski ⇒ Bydgoszcz (KP)
- bytowski ⇒ Bytów (PM)

### C
- chełmiński ⇒ Chełmno (KP)
- chełmski ⇒ Chełm (LB)
- chodzieski ⇒ Chodzież (WP)
- chojnicki ⇒ Chojnice (PM)
- choszczeński ⇒ Choszczno (ZP)
- chrzanowski ⇒ Chrzanów (MP)
- ciechanowski ⇒ Ciechanów (MZ)
- cieszyński ⇒ Cieszyn (ŚL)
- czarnkowsko-trzcianecki ⇒ Czarnków (WP)
- częstochowski ⇒ Częstochowa (ŚL)
- człuchowski ⇒ Człuchów (PM)

### D
- dąbrowski ⇒ Dąbrowa Tarnowska (MP)
- dębicki ⇒ Dębica (PK)
- drawski ⇒ Drawsko Pomorskie (ZP)
- działdowski ⇒ Działdowo (WM)
- dzierżoniowski ⇒ Dzierżoniów (DŚ)

### E
- elbląski ⇒ Elbląg (WM)
- ełcki ⇒ Ełk (WM)

### G
- garwoliński ⇒ Garwolin (MZ)
- gdański ⇒ Pruszcz Gdański (PM)
- giżycki ⇒ Giżycko (WM)
- gliwicki ⇒ Gliwice (ŚL)
- głogowski ⇒ Głogów (DŚ)
- głubczycki ⇒ Głubczyce (OP)
- gnieźnieński ⇒ Gniezno (WP)
- goleniowski ⇒ Goleniów (ZP)
- Golubsko-Dobrzyński ⇒ Golub-Dobrzyń (KP)
- gołdapski ⇒ Gołdap (WM)
- gorlicki ⇒ Gorlice (MP)
- gorzowski ⇒ Gorzów Wielkopolski (LS)
- gostyniński ⇒  Gostynin (MZ)
- gostyński ⇒ Gostyń (WP)
- górowski ⇒ Góra (DŚ)
- grajewski ⇒ Grajewo (PL)
- grodziski ⇒ Grodzisk Mazowiecki (MZ)
- grodziski ⇒ Grodzisk Wielkopolski (WP)
- Grójecki ⇒ Grójec (MZ)
- grudziądzki ⇒ Grudziądz (KP)
- gryficki ⇒ Gryfice (ZP)
- gryfiński ⇒ Gryfino (ZP)

### H
- hajnowski ⇒ Hajnówka (PL)
- hrubieszowski ⇒ Hrubieszów (LB)

### I
- iławski ⇒ Iława (WM)
- inowrocławski ⇒ Inowrocław (KP)

### J
- janowski ⇒ Janów Lubelski (LB)
- jarociński ⇒ Jarocin (WP)
- jarosławski ⇒ Jarosław (PK)
- jasielski ⇒ Jasło (PK)
- jaworski ⇒ Jawor (DŚ)
- jeleniogórski ⇒ Jelenia Góra (DŚ)
- jędrzejowski ⇒ Jędrzejów (ŚK)

### K
- kaliski ⇒ Kalisz (WP)
- kamiennogórski ⇒ Kamienna Góra (DŚ)
- kamieński ⇒ Kamień Pomorski (ZP)
- kartuski ⇒ Kartuzy (PM)
- kazimierski ⇒ Kazimierza Wielka (ŚK)
- kędzierzyńsko-kozielski ⇒ Kędzierzyn-Koźle (OP)
- kępiński ⇒ Kępno (WP)
- kętrzyński ⇒ Kętrzyn (WM)
- kielecki ⇒ Kielce (ŚK)
- kluczborski ⇒ Kluczbork (OP)
- kłobucki ⇒ Kłobuck (ŚL)
- kłodzki ⇒ Kłodzko (DŚ)
- kolbuszowski ⇒ Kolbuszowa (PK)
- kolneński ⇒ Kolno (PL)
- kolski ⇒ Koło (WP)
- kołobrzeski ⇒ Kołobrzeg (ZP)
- konecki ⇒ Końskie (ŚK)
- koniński ⇒ Konin (WP)
- koszaliński ⇒ Koszalin (ZP)
- kościański ⇒ Kościan (WP)
- kościerski ⇒ Kościerzyna (PM)
- kozienicki ⇒ Kozienice (MZ)
- krakowski ⇒ Kraków (MP)
- krapkowicki ⇒ Krapkowice (OP)
- krasnostawski ⇒ Krasnystaw (LB)
- kraśnicki ⇒ Kraśnik (LB)
- krośnieński ⇒ Krosno (PK)
- krośnieński ⇒ Krosno Odrzańskie (LS)
- krotoszyński ⇒ Krotoszyn (WP)
- kutnowski| ⇒ Kutno (ŁD)
- kwidzyński ⇒ Kwidzyn (PM)

### L
- legionowski ⇒ Legionowo (MZ)
- legnicki ⇒ Legnica (DŚ)
- leski ⇒ Lesko (PK)
- leszczyński ⇒ Leszno (WP)
- leżajski ⇒ Leżajsk (PK)
- lęborski ⇒ Lębork (PM)
- lidzbarski ⇒ Lidzbark Warmiński (WM)
- limanowski ⇒ Limanowa (MP)
- lipnowski ⇒ Lipno (KP)
- lipski ⇒ Lipsko (MZ)
- lubaczowski ⇒ Lubaczów (PK)
- lubański ⇒ Lubań (DŚ)
- lubartowski ⇒ Lubartów (LB)
- lubelski ⇒ Lublin (LB)
- lubiński ⇒ Lubin (DŚ)
- lubliniecki ⇒ Lubliniec (ŚL)
- lwówecki ⇒ Lwówek Śląski (DŚ)

### Ł
- łańcucki ⇒ Łańcut (PK)
- łaski ⇒ Łask (ŁD)
- łęczycki ⇒ Łęczyca (ŁD)
- łęczyński ⇒ Łęczna (LB)
- łobeski ⇒ Łobez (ZP)
- łomżyński ⇒ Łomża (PL)
- łosicki ⇒ Łosice (MZ)
- łowicki ⇒ Łowicz (ŁD)
- łódzki Wschodni ⇒ Łódź (ŁD)
- łukowski ⇒ Łuków (LB)

### M
- makowski ⇒ Maków Mazowiecki (MZ)
- malborski ⇒ Malbork (PM)
- miechowski ⇒ Miechów (MP)
- mielecki ⇒ Mielec (PK)
- międzychodzki ⇒ Międzychód (WP)
- międzyrzecki ⇒ Międzyrzecz (LS)
- mikołowski ⇒ Mikołów (ŚL)
- milicki ⇒ Milicz (DŚ)
- miński ⇒ Mińsk Mazowiecki (MZ)
- mławski ⇒ Mława (MZ)
- mogileński ⇒ Mogilno (KP)
- moniecki ⇒ Mońki (PL)
- mrągowski ⇒ Mrągowo (WM)
- myszkowski ⇒ Myszków (ŚL)
- myślenicki ⇒ Myślenice (MP)
- myśliborski ⇒ Myślibórz (ZP)

### N
- nakielski ⇒ Nakło nad Notecią (KP)
- namysłowski ⇒ Namysłów (OP)
- nidzicki ⇒ Nidzica (WM)
- niżański ⇒ Nisko (PK)
- nowodworski ⇒ Nowy Dwór Gdański (PM)
- nowodworski ⇒ Nowy Dwór Mazowiecki (MZ)
- nowomiejski ⇒ Nowe Miasto Lubawskie (WM)
- nowosądecki ⇒ Nowy Sącz (MP)
- nowosolski ⇒ Nowa Sól (LS)
- nowotarski ⇒ Nowy Targ (MP)
- nowotomyski ⇒ Nowy Tomyśl (WP)
- nyski ⇒ Nysa (OP)

### O
- obornicki ⇒ Oborniki (WP)
- olecki ⇒ Olecko (WM)
- oleski ⇒ Olesno (OP)
- oleśnicki ⇒ Oleśnica (DŚ)
- olkuski ⇒ Olkusz (MP)
- olsztyński ⇒ Olsztyn (WM)
- oławski ⇒ Oława (DŚ)
- opatowski ⇒ Opatów (ŚK)
- opoczyński ⇒ Opoczno (ŁD)
- opolski ⇒ Opole (OP)
- opolski ⇒ Opole Lubelskie (LB)
- ostrołęcki ⇒ Ostrołęka (MZ)
- ostrowiecki ⇒ Ostrowiec Świętokrzyski (ŚK)
- ostrowski ⇒ Ostrów Mazowiecka (MZ)
- ostrowski ⇒ Ostrów Wielkopolski (WP)
- ostródzki ⇒ Ostróda (WM)
- ostrzeszowski ⇒ Ostrzeszów (WP)
- oświęcimski ⇒ Oświęcim (MP)
- otwocki ⇒ Otwock (MZ)

### P
- pabianicki ⇒ Pabianice (ŁD)
- pajęczański ⇒ Pajęczno (ŁD)
- parczewski ⇒ Parczew (LB)
- piaseczyński ⇒ Piaseczno (MZ)
- pilski ⇒ Piła (WP)
- pińczowski ⇒ Pińczów (ŚK)
- piotrkowski ⇒ Piotrków Trybunalski (ŁD)
- piski ⇒ Pisz (WM)
- pleszewski ⇒ Pleszew (WP)
- płocki ⇒ Płock (MZ)
- płoński ⇒ Płońsk (MZ)
- poddębicki ⇒ Poddębice (ŁD)
- policki ⇒ Police (ZP)
- polkowicki ⇒ Polkowice (DŚ)
- poznański ⇒ Poznań (WP)
- proszowicki ⇒ Proszowice (MP)
- prudnicki ⇒ Prudnik (OP)
- pruszkowski ⇒ Pruszków (MZ)
- przasnyski ⇒ Przasnysz (MZ)
- przemyski ⇒ Przemyśl (PK)
- przeworski ⇒ Przeworsk (PK)
- przysuski ⇒ Przysucha (MZ)
- pszczyński ⇒ Pszczyna (ŚL)
- pucki ⇒ Puck (PM)
- puławski ⇒ Puławy (LB)
- pułtuski ⇒ Pułtusk (MZ)
- pyrzycki ⇒ Pyrzyce (ZP)

### R
- raciborski ⇒ Racibórz (ŚL)
- radomski ⇒ Radom (MZ)
- radomszczański ⇒ Radomsko (ŁD)
- radziejowski ⇒ Radziejów (KP)
- radzyński ⇒ Radzyń Podlaski (LB)
- rawicki ⇒ Rawicz (WP)
- rawski ⇒ Rawa Mazowiecka (ŁD)
- ropczycko-sędziszowski ⇒ Ropczyce (PK)
- rybnicki ⇒ Rybnik (ŚL)
- rycki ⇒ Ryki (LB)
- rypiński ⇒ Rypin (KP)
- rzeszowski ⇒ Rzeszów (PK)

### S
- sandomierski ⇒ Sandomierz (ŚK)
- sanocki ⇒ Sanok (PK)
- sejneński ⇒ Sejny (PL)
- sępoleński ⇒ Sępólno Krajeńskie (KP)
- siedlecki ⇒ Siedlce (MZ)
- siemiatycki ⇒ Siemiatycze (PL)
- sieradzki ⇒ Sieradz (ŁD)
- sierpecki ⇒ Sierpc (MZ)
- skarżyski ⇒ Skarżysko-Kamienna (ŚK)
- skiërniewicki ⇒ Skierniewice (ŁD)
- sławieński ⇒ Sławno (ZP)
- słubicki ⇒ Słubice (LS)
- słupecki ⇒ Słupca (WP)
- słupski ⇒ Słupsk (PM)
- sochaczewski ⇒ Sochaczew (MZ)
- sokołowski ⇒ Sokołów Podlaski (MZ)
- sokólski ⇒ Sokółka (PL)
- stalowowolski ⇒ Stalowa Wola (PK)
- starachowicki ⇒ Starachowice (ŚK)
- stargardzki ⇒ Stargard Szczeciński (ZP)
- starogardzki ⇒ Starogard Gdański (PM)
- staszowski ⇒ Staszów (ŚK)
- strzelecki ⇒ Strzelce Opolskie (OP)
- strzelecko-drezdenecki ⇒ Strzelce Krajeńskie (LS)
- strzeliński ⇒ Strzelin (DŚ)
- strzyżowski ⇒ Strzyżów (PK)
- sulęciński ⇒ Sulęcin (LS)
- suski ⇒ Sucha Beskidzka (MP)
- suwalski ⇒ Suwałki (PL)
- szamotulski ⇒ Szamotuły (WP)
- szczecinecki ⇒ Szczecinek (ZP)
- szczycieński ⇒ Szczytno (WM)
- sztumski ⇒ Sztum (PM)
- szydłowiecki ⇒ Szydłowiec (MZ)

### Ś
- średzki ⇒ Środa Śląska (DŚ)
- średzki ⇒ Środa Wielkopolska (WP)
- śremski ⇒ Śrem (WP)
- świdnicki ⇒ Świdnica (DŚ)
- świdnicki ⇒ Świdnik (LB)
- świdwiński ⇒ Świdwin (ZP)
- świebodziński ⇒ Świebodzin (LS)
- świecki ⇒ Świecie (KP)

### T
- tarnobrzeski ⇒ Tarnobrzeg (PK)
- tarnogórski ⇒ Tarnowskie Góry (ŚL)
- tarnowski ⇒ Tarnów (MP)
- tatrzański ⇒ Zakopane (MP)
- tczewski ⇒ Tczew (PM)
- tomaszowski ⇒ Tomaszów Lubelski (LB)
- tomaszowski ⇒ Tomaszów Mazowiecki (ŁD)
- toruński ⇒ Toruń (KP)
- trzebnicki ⇒ Trzebnica (DŚ)
- tucholski ⇒ Tuchola (KP)
- turecki ⇒ Turek (WP)

### W
- wadowicki ⇒ Wadowice (MP)
- wałbrzyski ⇒ Wałbrzych (DŚ)
- wałecki ⇒ Wałcz (ZP)
- warszawski Zachodni ⇒ Warszawa (MZ)
- wąbrzeski ⇒ Wąbrzeźno (KP)
- wągrowiecki ⇒ Wągrowiec (WP)
- wejherowski ⇒ Wejherowo (PM)
- węgorzewski ⇒ Węgorzewo (WM)
- węgrowski ⇒ Węgrów (MZ)
- wielicki ⇒ Wieliczka (MP)
- wieluński ⇒ Wieluń (ŁD)
- Wieruszówski ⇒ Wieruszów (ŁD)
- włocławski ⇒ Włocławek (KPM)
- włodawski ⇒ Włodawa (LB)
- włoszczowski ⇒ Włoszczowa (ŚK)
- wodzisławski ⇒ Wodzisław Śląski (ŚL)
- wolsztyński ⇒ Wolsztyn (WP)
- wołomiński ⇒ Wołomin (MZ)
- wołowski ⇒ Wołów (DŚ)
- wrocławski ⇒ Wrocław (DŚ)
- wrzesiński ⇒ Września (WP)
- wschowski ⇒ Wschowa (LS)
- wysokomazowiecki ⇒ Wysokie Mazowieckie (PL)
- wyszkowski ⇒ Wyszków (MZ)

### Z
- zambrowski ⇒ Zambrów (PL)
- zamojski ⇒ Zamość (LL)
- zawierciański ⇒ Zawiercie (ŚL)
- ząbkowicki ⇒ Ząbkowice Śląskie (DŚ)
- zduńskowolski ⇒ Zduńska Wola (ŁD)
- zgierski ⇒ Zgierz (ŁD)
- zgorzelecki ⇒ Zgorzelec (DŚ)
- zielonogórski ⇒ Zielona Góra (LS)
- złotoryjski ⇒ Złotoryja (DŚ)
- złotowski ⇒ Złotów (WP)
- zwoleński ⇒ Zwoleń (MZ)

### Ż
- żagański ⇒ Żagań (LS)
- żarski ⇒ Żary (LS)
- żniński ⇒ Żnin (KP)
- żuromiński ⇒ Żuromin (MZ)
- żyrardowski ⇒ Żyrardów (MZ)
- żywiecki ⇒ Żywiec (ŚL)